# Onze-Lieve-Vrouw-van-Goede-Raadkerk (Den Haag)
De Onze-Lieve-Vrouw-van-Goede-Raadkerk, of kortweg de Goede-Raadkerk is een rooms-katholiek kerkgebouw aan de Bezuidenhoutseweg in de Haagse wijk Bezuidenhout. De kerk is gewijd aan Onze-Lieve-Vrouw van Goede Raad. Tegenwoordig wordt de kerk gebruikt door de Engelstalige katholieke parochie Church of Our Saviour.

## Ontstaansgeschiedenis
De voorloper van deze kerk, eveneens met de naam Onze-Lieve-Vrouw-van-Goede-Raadkerk werd in 1945 verwoest tijdens het bombardement op het Bezuidenhout. Direct na de oorlog werd besloten tot nieuwbouw. De bouw begon in 1946 en was voltooid in 1954. In plaats van een exacte herbouw van de neogotische kruisbasiliek werd er gekozen voor een nieuw ontwerp door Jan van der Laan in de stijl van de Bossche School. De vierkante centraalbouw paste beter bij de nieuwe liturgische ideeën van na de oorlog.

## De parochie
In 2007 fuseerde de parochie met de parochies Christus Koning, Onbevlekt Hart van Maria (Marlotkerk), Sint Liduina en Sint Paschalis Baylon tot één Driekoningenparochie voor de hele wijk Haagse Hout. Van deze vijf gebouwen worden alleen de Marlotkerk en de Paschaliskerk gebruikt. De Goede Raadkerk is nu eigendom van de Engelstalige parochie Church of Our Saviour. 

## Enkele afbeeldingen

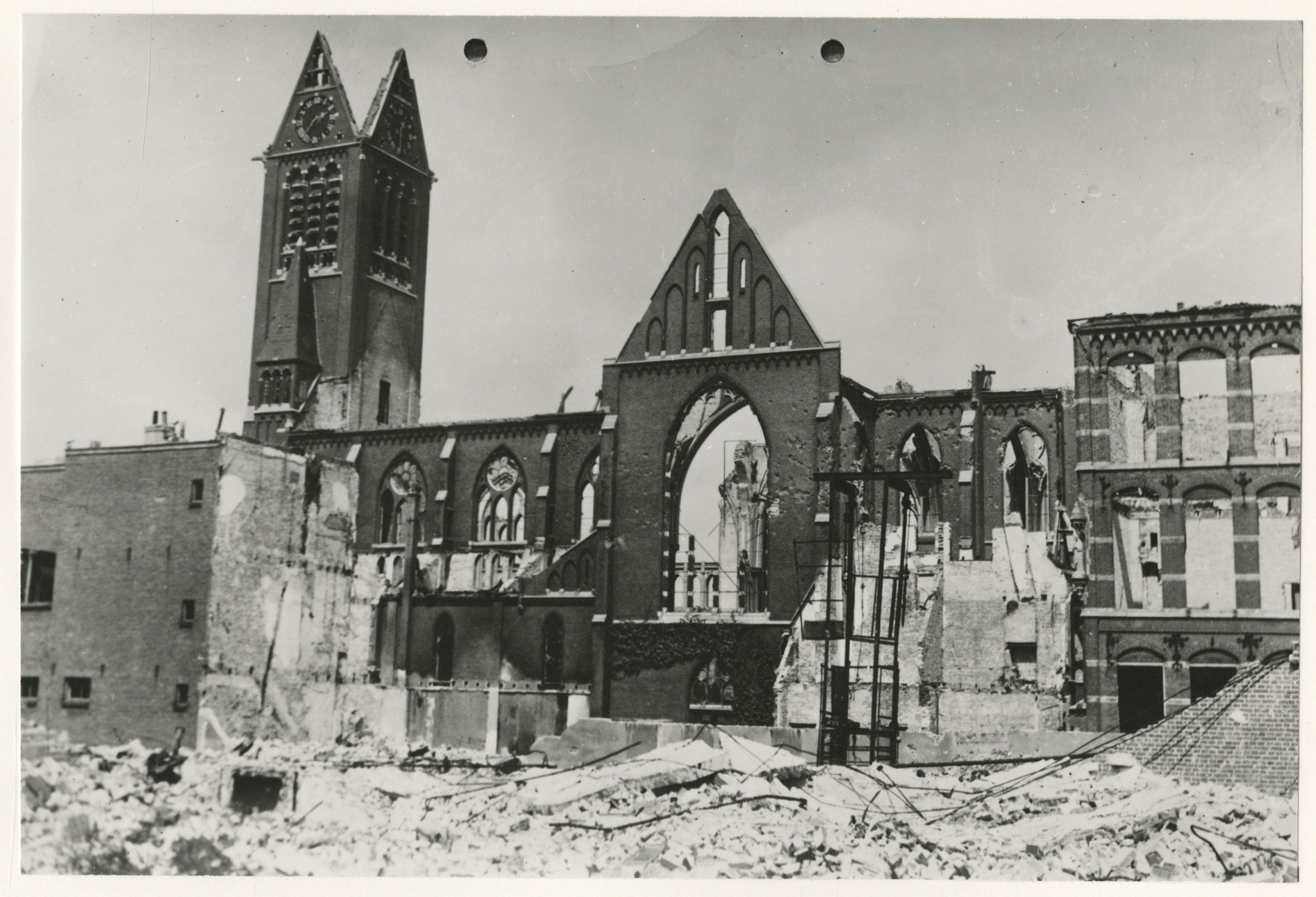
De ruïnes in 1945
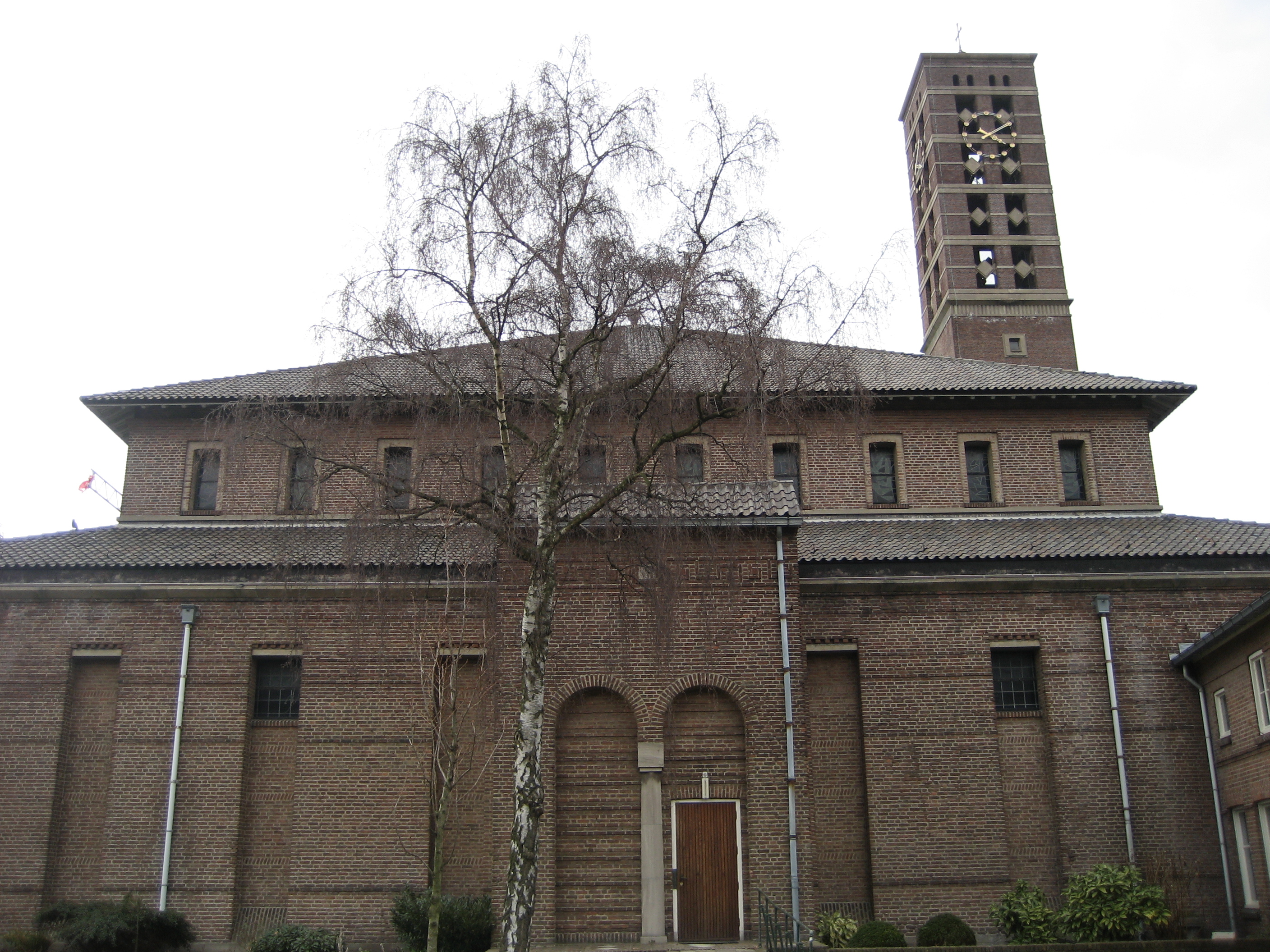
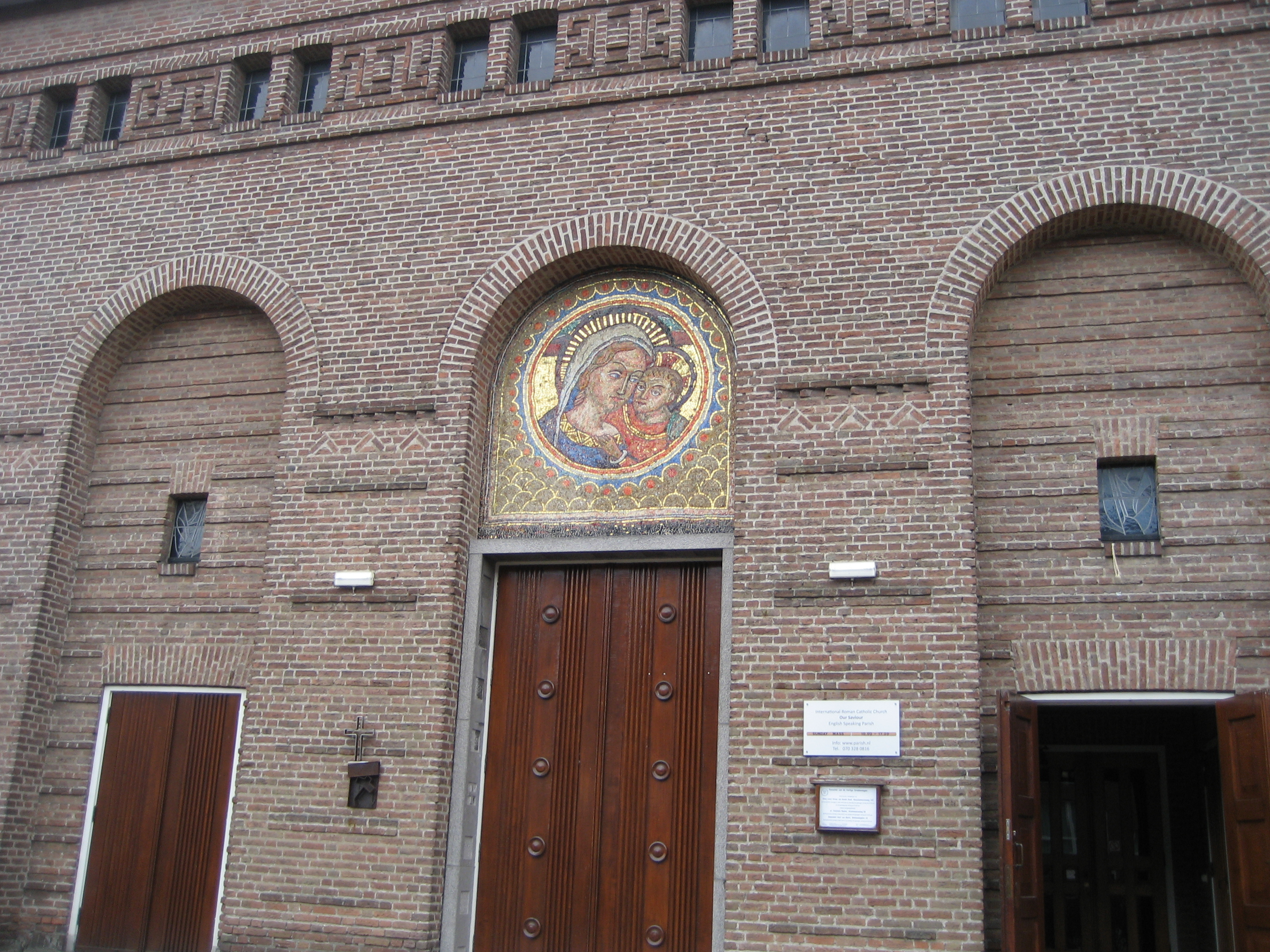
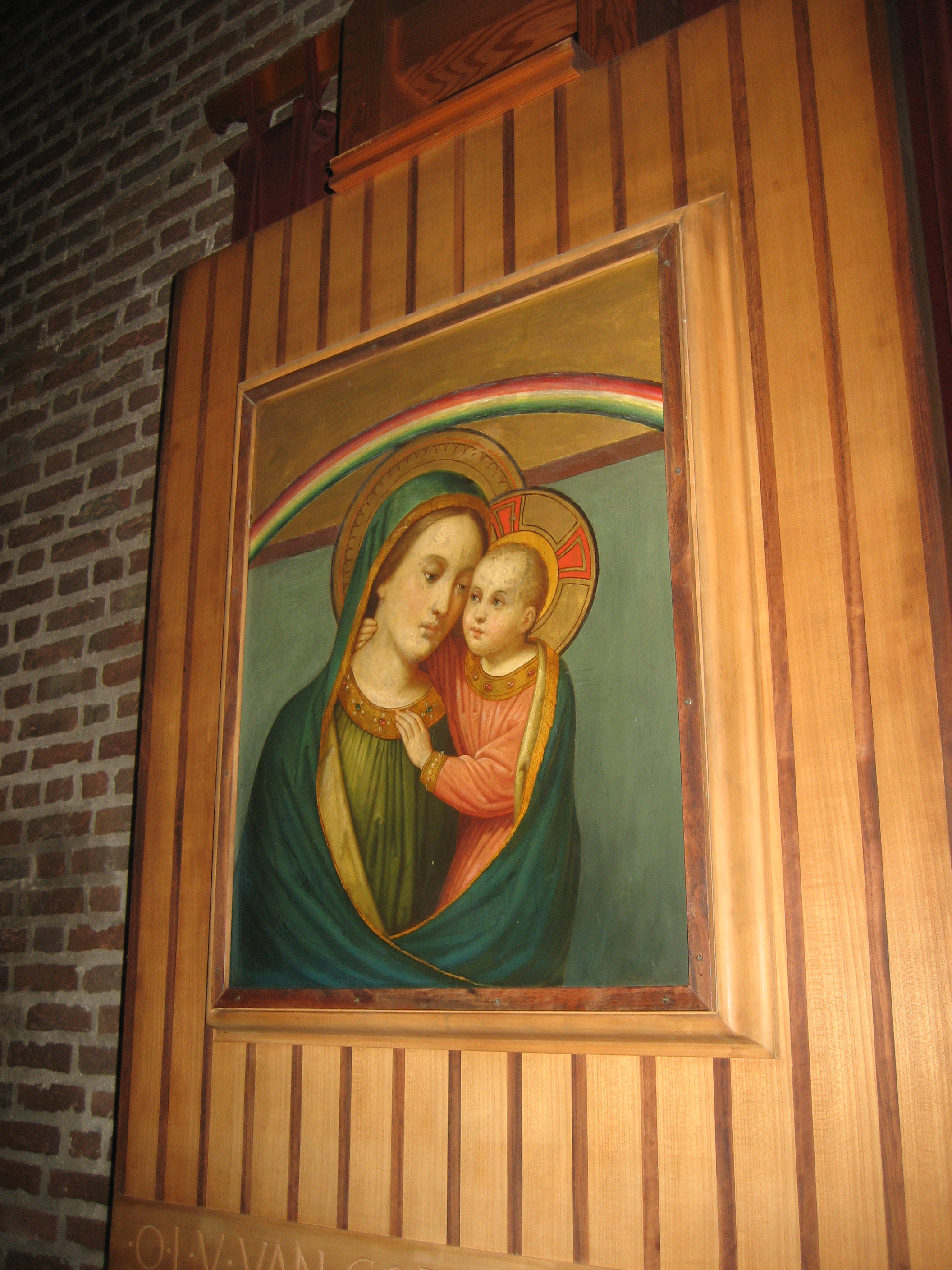